# Jean-Claude Alibert
Pour les articles homonymes, voir Alibert.

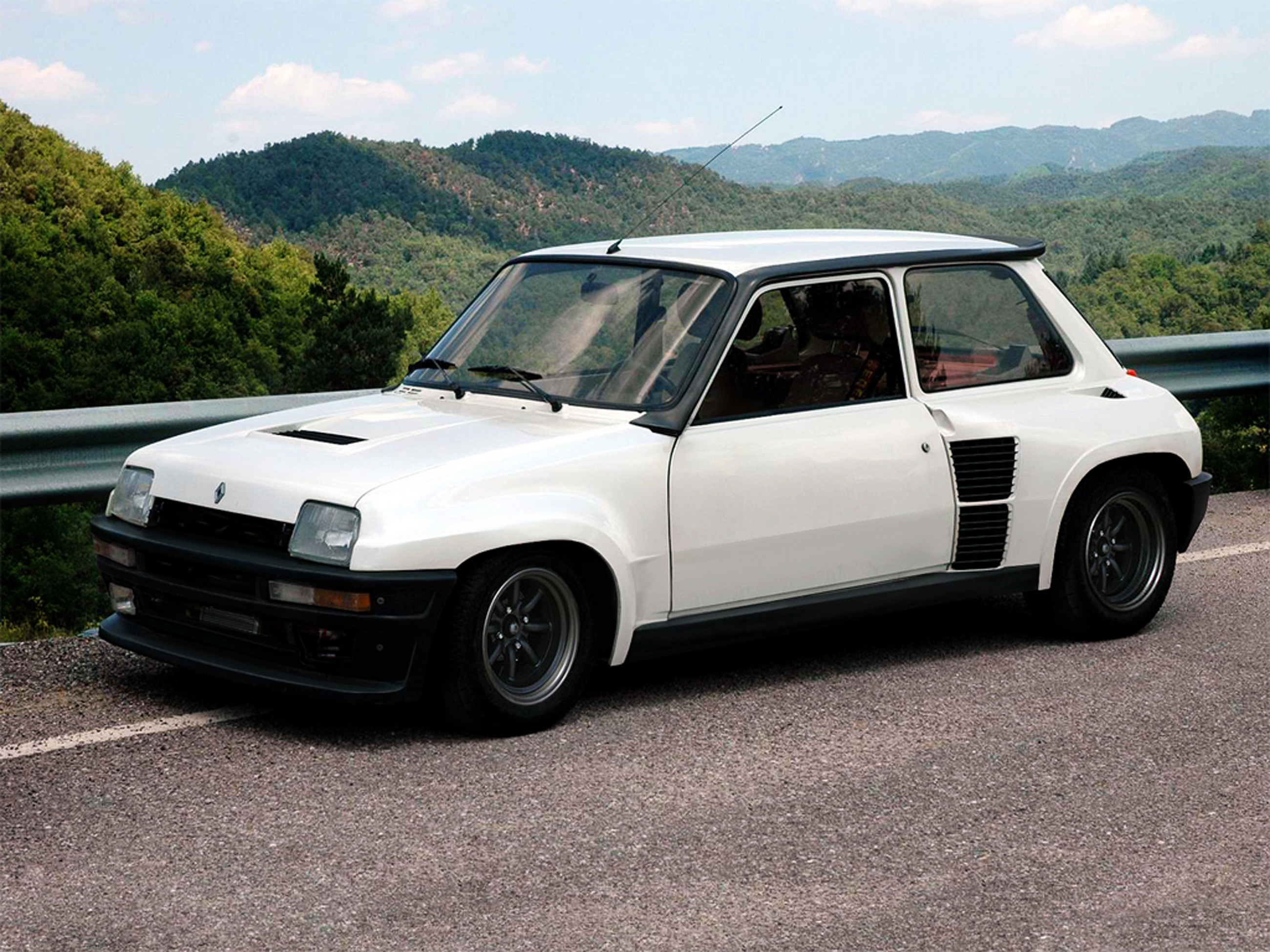
Renault 5 turbo similaire à celle que pilotait Jean-Claude Alibert en rallye

Jean-Claude Alibert, né le 19 août 1948 à Casablanca et mort le 8 juillet 2020 à Besançon, est un pilote amateur de rallye français, ancien garagiste automobile bisontin (Saint-Vit) qui participé entre 1967 et 1996 à de nombreux rallyes locaux, régionaux et nationaux, en France.

## Carrière
Le site de l'EWRC comptabilise pour Jean-Claude Alibert, un nombre total de 45 départs, 7 abandons et 19 victoires en rallye. Il cesse la compétition automobile en 2000.

### Palmarès s en Coupe de France

#### Finales
Vainqueur de la finale de la Coupe de France des rallyes régionaux : en 1985 à Vichy (2e édition; copilote J-L Guinot sur Renault 5 Turbo Tour de Corse, et 1er du Groupe B) et en  1990 à  Cergy-Pontoise (7e édition; copilote Guy Pegeot sur Renault 5 Turbo.
| Coupe de France des rallyes régionaux | Coupe de France des rallyes régionaux | Coupe de France des rallyes régionaux | Coupe de France des rallyes régionaux | Coupe de France des rallyes régionaux | Coupe de France des rallyes régionaux |
| Année et lieu                         | Année et lieu                         | Pilote                                | Copilote                              | Voiture                               | Gp/Cl                                 |
| ------------------------------------- | ------------------------------------- | ------------------------------------- | ------------------------------------- | ------------------------------------- | ------------------------------------- |
| 1985 à Vichy (Allier)                 | 1985 à Vichy (Allier)                 | Jean-Claude Alibert                   | JL Guinot                             | Renault 5 Turbo                       | B3                                    |
| 1990 à Cergy-Pontoise (Val-d'Oise)    | 1990 à Cergy-Pontoise (Val-d'Oise)    | Jean-Claude Alibert                   | Pegeot Guy                            | Renault 5 Turbo                       | F5                                    |

#### Victoires notables en rallye
- Rallye du Brionnais: 1981 (Alpine A110), puis 1983 à 1990 (Renault 5 Turbo) (10 victoires, record de l'épreuve)[3] ;
- Rallye de la Côte Chalonnaise: 1990 (1re édition), 1993, et  1995 (3 victoires, record de l'épreuve);
- Rallye des Lacs: 1990 (2e en 1995);

### Postérité
La Renault 5 Turbo de 1980 (issue d’une voiture de série) qui a remporté la Coupe de France des rallyes régionaux en 1985 et 1990 aux mains de Jean-Claude Alibert et dont il a été propriétaire jusqu'au début des années 1990, a été exposé lors d'une vente aux enchères dite « Rétromobile » et organisée par la célèbre maison de ventes aux enchères britannique Bonhams au Grand Palais de Paris, en 2015.